# 西庄村 (兵庫県)
西庄村（にししょうむら）は、かつて兵庫県西部(西播磨地区)に存在していた村。佐用郡。
1955年、幕山村と合併し、上月町となったため地方自治体として消滅した。
旧村域は現在の上月小学校区に相当する佐用町西部に相当する。

## 概要
現在の佐用町のうち、以下の地区に相当する。
- 力万
- 上月
- 須安
- 宇根
- 西大畠
- 小日山
- 目高
- 寄延
- 仁位
- 早瀬

## 沿革
- 1889年（明治22年）4月1日 町村制施行に伴い佐用郡西庄村発足。
- 1955年（昭和30年）3月25日 幕山村と合併し上月町が発足したため消滅。

## 交通

### 鉄道
- JR姫新線:上月駅

### 道路
旧村域には高速道路は通っていない。
- 国道179号
- 国道373号
- 兵庫県道124号宮原力万線